# Рубио, Луиджи

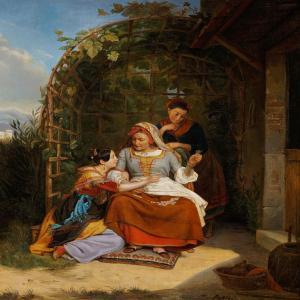
Две молодые итальянки и гадалка

Луиджи Рубио (итал. Luigi Rubio; 1795, Рим —1882) — итальянский художник XIX века. Представитель неоклассицизма, позже — романтизма.

## Биография

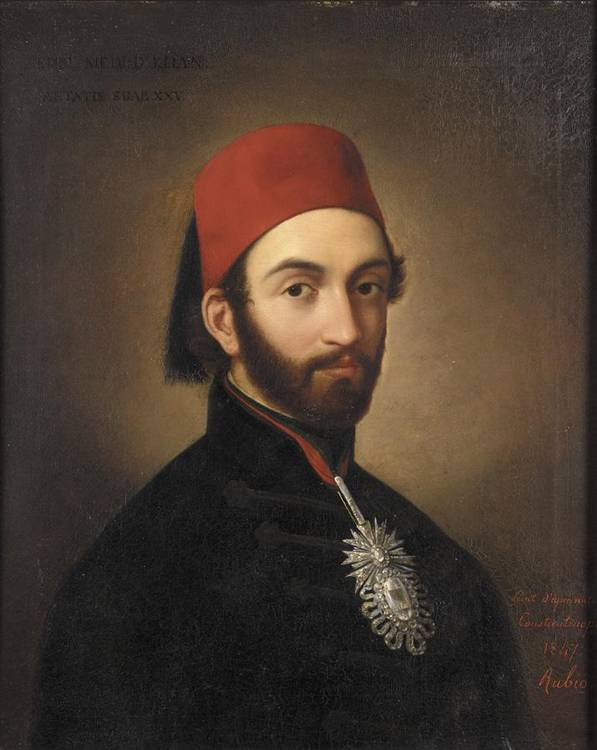
Портрет султана Абдул-Меджида I в молодости

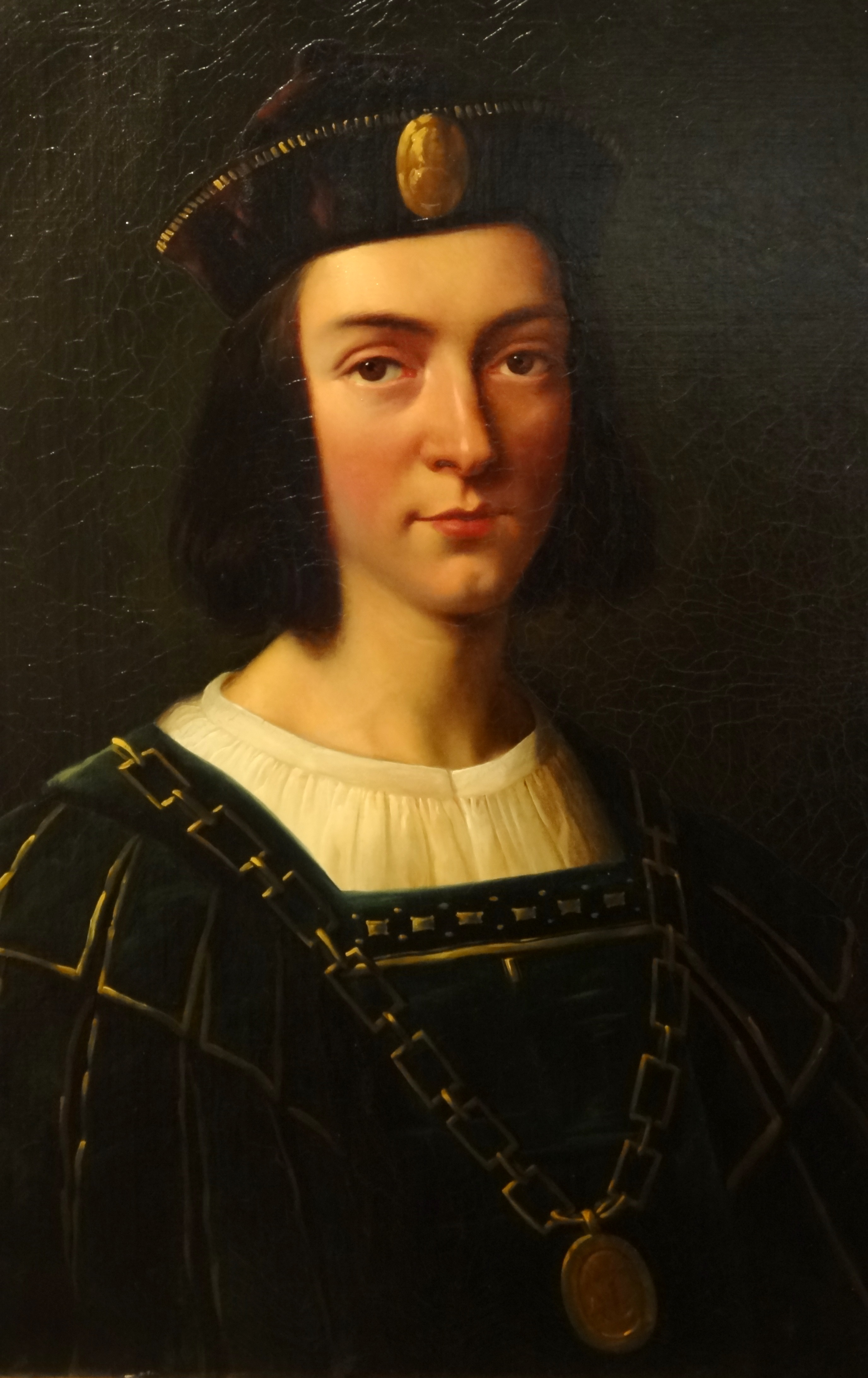
Портрет Людовика II де Бурбон (Портрет выполнен с оригинала, хранившегося прежде в коллекции мадемуазель де Монпансье в шато д’Э, по заказу короля Луи-Филиппа для Исторического музея Версаля в 1836 году)

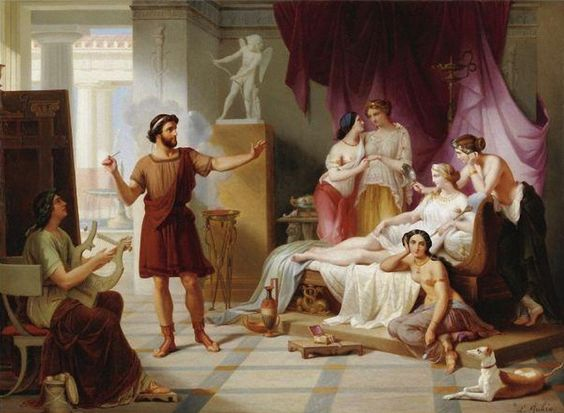

Искусству живописи учился в Академии Святого Луки в Риме. Удостоен премии А. Кановы. В 1823 году отправился для продолжения учёбы в Парму, где его картина «Приам у ног Ахилла» (Парма, Национальная Пинакотека) выиграл приз.
В 1824 году в Риме, его полотно «Добрый самарянин» было отмечено премией, в 1826 на конкурсе Пармской Академии завоевало две золотые медали, а художнику предоставили трёхлетнюю ежемесячную стипендию ватиканской администрации Папы Льва XII.
В 1827 году Л. Рубио стал почётным академиком живописи римской Академии.
В 1827—1830, по приглашению графа С. Замойского, президента Сената Царства Польского, работал в Варшаве. Вернувшись на родину, совершил несколько поездок на Восток.
В 1830—1848 году жил в Париже. В 1836 году выставил картину «Женитьба Сальватора Розы на смертном одре» и был награждён золотой медалью.
Автор картин, в основном, на историко-мифологические темы, а также жанровых полотен и портретов.
В Париже, кроме портретов, создал полотна для русской капеллы и церкви графини Малаховской (урожденной княжны Сангушко); а также для московской католической церкви святых Петра и Павла.
В 1842 году он выиграл серебряную медаль на выставке в Алансоне. В 1843 году его портрет был отмечен серебряной медалью на выставке в Булонь-сюр-Мер.
За создание портрета османского султана Абдул-Меджида I награждён премией в Стамбуле.
В 1849 году Пий IX удостоил Л. Рубио Папским Рыцарским Орденом Святого Сильвестра. В 1862 году он стал кавалером Ордена Святых Маврикия и Лазаря.
В 1853 году был избран профессором Императорской Академии художеств в Санкт-Петербурге.
В 1863 Л. Рубио принимал участие в украшении нового русского храма во имя Воздвижения Креста Господня в Женеве. Изображения на кипарисовых царских вратах и на дверях ризницы принадлежат кисти художника. В 1867 году написал икону Святого Станислава, которую послал императору Александру II, после окончания работ по украшению русской церкви в Женеве.
В 1870 году он был назначен профессором Академии изящных искусств во Флоренции.
С 1862 года его автопортрет находится в зале художников в галерее Уффици во Флоренции.